# チャウタイン県 (キエンザン省)
チャウタイン県（チャウタインけん、ベトナム語：Huyện Châu Thành / 縣週城?）は、ベトナム社会主義共和国キエンザン省の県。面積は285.4km²、人口は159,607人（2019年）である。

## 行政区画
以下の1市鎮9社から構成される。
- ミンルオン市鎮（Minh Lương / 潯圩）
- モントー社（Mong Thọ / 蒙壽）
- モントーA社（Mong Thọ A / 蒙壽A）
- モントーB社（Mong Thọ B / 蒙壽B）
- タインロック社（Thạnh Lộc / 盛祿）
- ジュクトゥオン社（Giục Tượng / 育象）
- ヴィンホアヒエップ社（Vĩnh Hòa Hiệp / 永和協）
- ヴィンホアフー社（Vĩnh Hòa Phú / 永和富）
- ビンアン社（Bình An / 平安）
- ミンホア社（Minh Hòa / 明和）